# Eric Sundmark
Eric Sigvard Sundmark, född 26 mars 1921 i Örebro, död 13 februari 2011 i Halmstad, var en svensk läkare. 
Sundmark, son till köpman Eric Sundmark och Emma Andersson, avlade studentexamen i Stockholm 1941, blev medicine kandidat vid Karolinska Institutet 1945, medicine licentiat 1949, medicine doktor där 1959, docent i oftalmiatrik där 1959 och vid Umeå universitet sedan 1960. Han var vikarierande underläkare vid ögonklinikerna på Sabbatsbergs sjukhus och Karolinska sjukhuset 1949, teamläkare för Svenska Röda Korsets kampanj mot tuberkulos i Västtyskland 1949–1950, chefsläkare där 1950, assistent vid Freie Universität Berlin 1950, vikarierande överläkare vid ögonavdelningen på Visby lasarett 1951, vikarierande underläkare vid ögonkliniken på Karolinska sjukhuset 1951–1952, förste underläkare där 1953–1957, vikarierande överläkare vid ögonavdelningen på Växjö lasarett 1957–1959, biträdande överläkare vid ögonkliniken på Umeå lasarett 1960–1966 och överläkare vid ögonkliniken på Halmstads lasarett sedan 1967. Han var tillförordnad professor i oftalmiatrik vid Umeå universitet 1965–1966. Han var ordförande i Medicinska föreningen i Stockholm 1948–1949 och vice ordförande i Universitetssjukhusens överläkareförening 1965–1966. Han författade skrifter i oftalmiatrik.